# Tavole di Ishihara
Le tavole di Ishihara servono per fare un test di percezione del colore per carenze di colore rosso e verde, il primo di una classe di test di visione dei colori chiamati piastre pseudo-isocromatiche ("PIP"). Prende il nome dal suo inventore, Shinobu Ishihara, professore all'Università di Tokyo, che pubblicò per la prima volta i suoi test nel 1917.
Il test consiste in un numero di lastre colorate, chiamate tavole di Ishihara, ognuna delle quali contiene un cerchio di punti che appaiono randomizzati per colore e dimensione. All'interno del motivo ci sono punti che formano un numero o una forma chiaramente visibili a coloro che hanno una visione dei colori normale e invisibili, o difficili da vedere, a quelli con un difetto della visione dei colori rosso e verde. Altre tavole sono intenzionalmente progettate per rivelare i numeri solo a coloro che presentano una deficienza della visione dei colori rosso e verde e per essere invisibili a quelli con una normale visione degli stessi colori. Il test completo è realizzato con 38 tavole, ma l'esistenza di una grave carenza è solitamente evidente dopo la visione di poche tavole. Ci sono anche test di Ishihara composti da 10, 14 o 24 tavole e in alcune versioni servono per chiedere al paziente di tracciare una linea piuttosto che leggere un numero.

## Tavole

Tavola di Ishihara n. 1, qui presentata in bianco e nero in modo che anche i discromatopsici possano avere un'idea di come funziona il test. Occorre cercare il numero rappresentato da punti di un colore diverso mentre passano dal nero al grigio al bianco.

Le tavole costituiscono diversi progetti di prova differenti:
- Tavola dimostrativa (numero uno, tipicamente con il numero "12"); progettata per essere visibile da tutte le persone, normali o con deficit della visione dei colori. Solo a scopo dimostrativo e di solito non considerata nella creazione di un punteggio a scopo di screening.
- Tavole di trasformazione: gli individui con un difetto della visione dei colori dovrebbero vedere una figura diversa da quelli con una normale visione.
- Tavole di fuga: solo le persone con una normale visione dei colori possono riconoscere la figura.
- Tavole con cifre nascoste: solo le persone con difetti di visione dei colori possono riconoscere la figura.
- Tavole diagnostiche: destinate a determinare il tipo di difetto della visione dei colori (protanopia o deuteranopia) e la sua gravità.
- Tavole di tracciamento: invece di leggere un numero, ai soggetti viene chiesto di tracciare una linea visibile attraverso la targa.[3]

Tavola di Ishihara n. 1 (12)
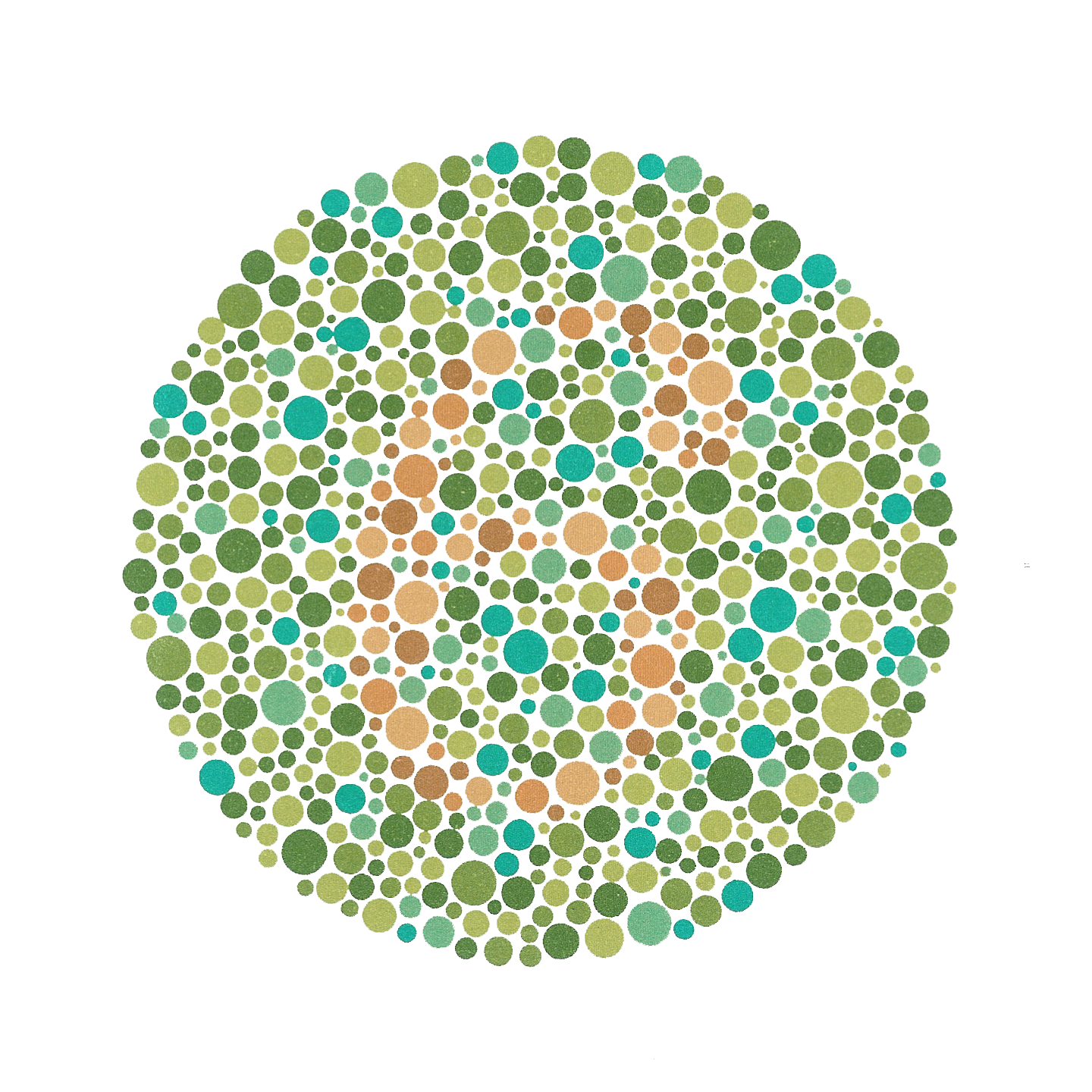
Tavola di Ishihara n. 13 (6)
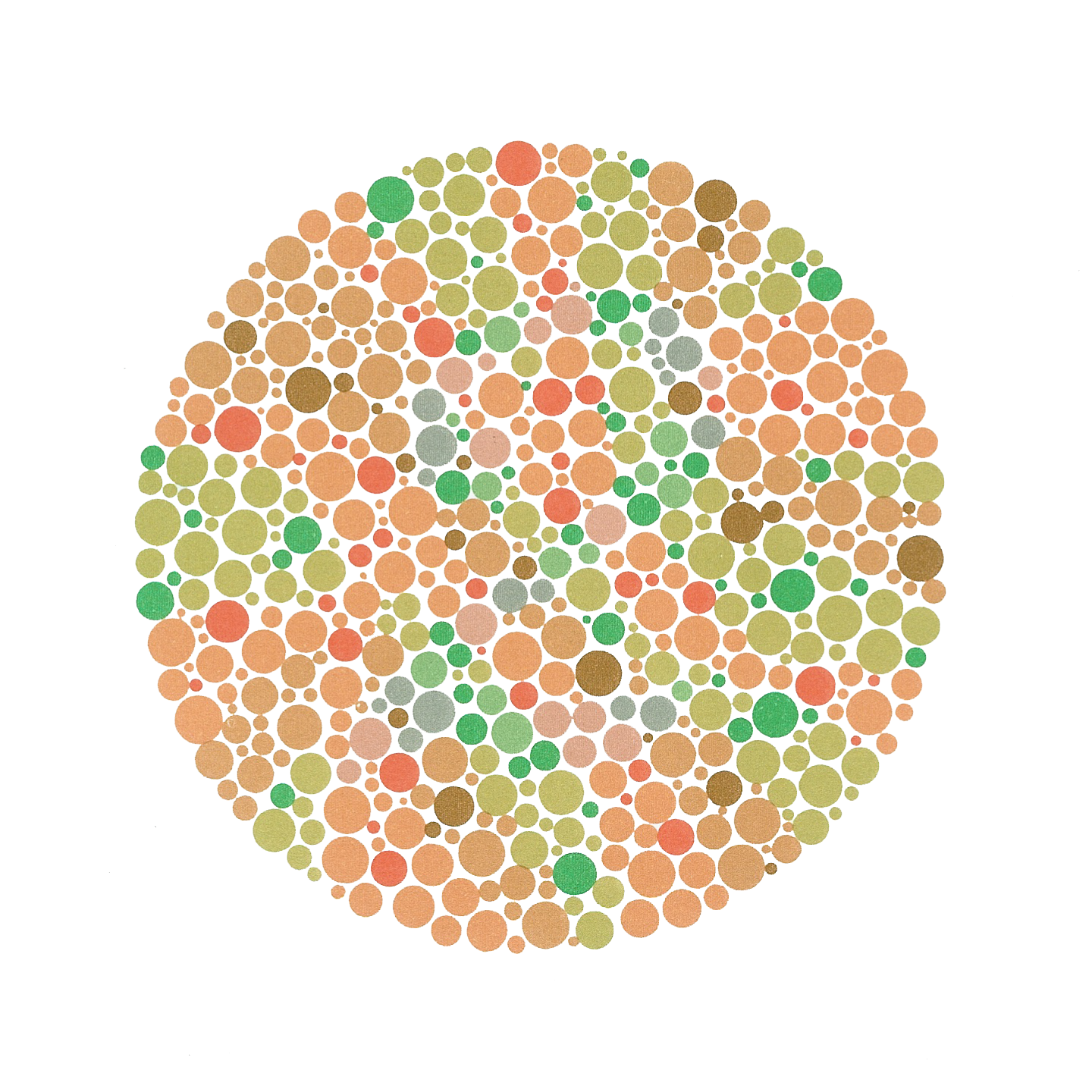
Tavola di Ishihara n. 19: chi è affetto da discromatopsia rosso-verde può individuare una linea, ma non chi ha una visione normale.
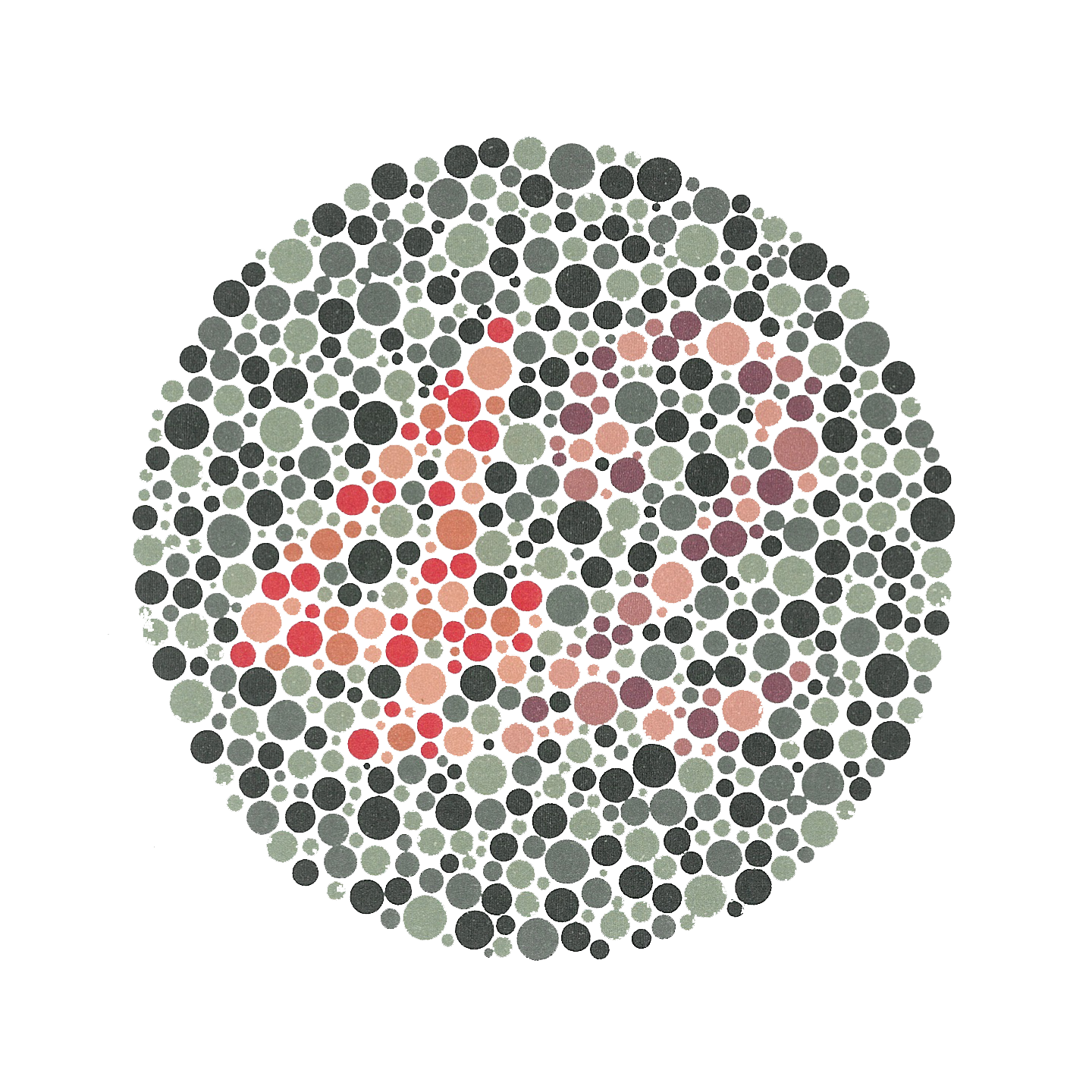
Tavola di Ishihara n. 23 (42)

## Storia
Nato nel 1879 a Tokyo, Shinobu Ishihara iniziò la sua formazione presso l'Università Imperiale che frequentò avvalendosi di una borsa di studio militare. Ishihara aveva appena completato i suoi studi universitari in oftalmologia in Germania quando scoppiò la guerra in Europa, la prima guerra mondiale. Mentre ricopriva un incarico militare nel settore dell'oftalmologia, gli venne affidato il compito di creare un test per riconoscere la discromatopsia. Ishihara studiò i test esistenti e gli elementi combinati del test di Stilling, dal nome dell'oftalmologo tedesco Jakob Stilling, con il concetto di pseudoisocromatismo per produrre un test migliorato, più accurato e più facile da usare.

## Procedure del test
Essendo una tavola stampata, l'accuratezza del test dipende dall'utilizzo dell'illuminazione adeguata ad illuminare la pagina. Per ottenere i risultati più accurati, è necessario un illuminatore con lampadina "diurna", intorno a 6000–7000 K di Temperatura di colore (ideale: 6500 K, Indice di resa cromatica (CRI)> 90). Nei test scolatici sono spesso utilizzate le lampadine fluorescenti, ma il loro colore e il loro CRI può variare ampiamente. L'illuminazione fluorescente ha mostrato risultati migliori e una maggiore velocità di riconoscimento rispetto alla luminanza CFL e LED nei tricromati. Le lampadine ad incandescenza non devono essere utilizzate, poiché la loro bassa temperatura (colore giallo) fornisce risultati altamente imprecisi, consentendo il passaggio del test anche ad alcune persone con problemi di visione dei colori.
Una tecnica di verifica corretta consiste nel fornire solo tre secondi per tavola per la risposta e non consentire il tocco o il tracciamento dei numeri da parte del soggetto. Il test è meglio somministrato in sequenza casuale, se possibile, per ridurre l'efficacia della memorizzazione preventiva delle risposte da parte dei soggetti. Alcuni libri su tavole pseudo-isocromatiche hanno le pagine in raccoglitori, quindi possono essere riorganizzate periodicamente per dare un ordine casuale al test.
Fin dalla sua creazione, il test di Ishihara sulla discromatopsia è stato comunemente usato in tutto il mondo per la sua facilità d'uso e l'elevata precisione. Negli ultimi anni è diventato disponibile online in aggiunta alla sua versione cartacea originale. Sebbene entrambi i supporti utilizzino le stesse tavole, richiedono metodi diversi per una diagnosi accurata.

## Screening occupazionale
La Marina degli Stati Uniti utilizza le tavole di Ishihara (e alternative) per lo screening della visione dei colori. L'attuale punteggio per il superamento è l'individuazione di 12 tavole su 14 per l'individuazione del rosso/verde (esclusa la tavola di dimostrazione). La ricerca ha dimostrato che i punteggi inferiori a dodici indicano un deficit della visione dei colori e quelli di dodici o più una visione normale dei colori, con una sensibilità del 97% e una specificità del 100%. La sensibilità del test di Ishihara varia in base al numero di tavole consentite, che può variare in base alla politica istituzionale. La sensibilità può anche essere influenzata dalla somministrazione del test (intensità dell'illuminazione, tempo concesso per rispondere) e dagli errori del test (coaching da parte degli amministratori, macchie o segni lasciati sulle tavole).